# Айрындж
Айрындж (азерб. Ayrınc) (до 22.02.2013 года — Гарабаба) — село и муниципалитет в Шахбузском районе Нахичеванской Автономной Республики Азербайджана.

## География
Айрындж расположен в непосредственной близости от шоссе Шахбуз-Кюкю, в 3 км к северу от районного центра, на берегу реки Кукучай (приток реки Нахчыванчай). Есть прохладные родники, красивая природа. Неподалёку находится средневековое поселение Нохур.

## Население
Население составляет 574 человек. Население занято садоводством и животноводством. В поселке есть средняя школа, библиотека, клуб, детский сад и медицинский центр.

## Исторические и археологические памятники

### Нохур
Нохур — место проживания ХI-XIV веков, недалеко от деревни Айрындж, на левом берегу реки Айрындж. Его площадь составляет 1000 м². Там сохронились остатки домов. Дома, построенные из высеченных известняков, квадратные и прямоугольные. Во время исследовательской работы в одной из комнат (6х4 м) были обнаружены неглазурованные (фрагменты кувшинов и контейнеров типа баночки в розовом и желтоватом цвете) и глазурованные (чаша, трещины пластин) керамические изделия.

#### Некрополь
Айрынджский Некрополь — археологический памятник средневековья в селе Айрындж. На мусульманском кладбище сохранилась лишь часть фигуры барана и части камней головы могил. Верхняя часть двух камней головы была выгравирована аналогично короне. Одна из этих двух фигур баранов простой формы спирально-рогатая. Исследователи предполагают, что памятник относится к XV-XVI векам.